# Parc Zoològic de Bakú
El Parc Zoològic de Bakú (en àzeri: Bakı zooloji parkı) és un zoo estatal a la ciutat de Bakú. És el més antic de l'Azerbaidjan sent inaugurat l'any 1928. Pertany al Ministeri de Cultura i Turisme de l'Azerbaidjan i al Poder Executiu de la ciutat de Bakú. La superfície total del parc zoològic és de 4,25 hectàrees.
Segons l'ordre de Ilham Alíev (el President de l'Azerbaidjan) un nou zoològic amb classes úniques i rares de flora i fauna es construirà al municipi de Ceyranbatan, raion d'Abşeron, a uns 10 km de Bakú.

## Història
El parc zoològic de Baku va ser inaugurat el 1928, al territori d'un parc anomenat Lunatxarski (actualment aquest parc porta el nom de Nizami).
El 1942 es va fundar un nou zoològic sobre la base d'evacuació de Rostov; la cerimònia inaugural de la qual va tenir lloc després de la Gran Guerra Pàtria. Fins al 1958, el parc zoològic estava situat a prop d'una estació de ferrocarril, en una petita plaça que més tard va rebre el nom d'Ilich.

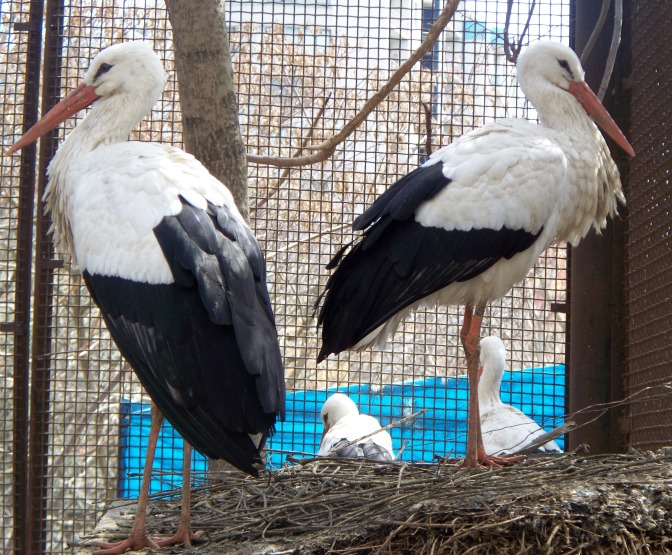
Cigonyes blanques (Ciconia ciconia)

El 1958, el zoològic es va traslladar al municipi de Bayıl, als afores de Bakú, i va romandre allà fins a mitjans de la dècada del 1970, quan va passar un lliscament de terra i lleó i un ós van morir aixafats en una gàbia caiguda. Aquest esdeveniment va fer que la ciutat comencés a cercar un lloc nou i segur per al zoològic, però fins que es va prendre la decisió, el zoològic es va traslladar temporalment al municipi de Razin (actual municipi de Bakikhanov), on va romandre fins al 1985.
Però durant aquest període, un grup d'experts de zoòlegs, biòlegs i altres especialistes va decidir que un parc situat al territori de la regió del raion de Nərimanov (Bakú) era el lloc adequat per a la residència dels animals. Es va iniciar la construcció del nou zoològic a prop d'una estació de ferrocarril per a nens i, segons el pla, es van destinar 45 hectàrees. Per accelerar la construcció es va decidir utilitzar temporalment només 2,25 hectàrees de terreny i posteriorment ampliar el territori construint un ferrocarril circular per a nens al zoològic.
El 1979, el cap del poder executiu de Bakú va assignar els diners necessaris per a la construcció del nou zoològic, que va durar 5 anys a causa de la manca de finançament. Finalment, el 1r de setembre de 1985, es va posar en funcionament el nou zoològic de Bakú i es va obrir de nou als visitants fins a l'actualitat.
Des de la dècada del 2000, les organitzacions de benestar animal tenen inquietuds sobre les condicions i la seguretat pública.
El 2001, segons l'ordre del cap del poder executiu de Bakú, es van assignar 2 hectàrees més al zoològic, ampliant la superfície total del zoo a 4,25 hectàrees.
El 2008, sis espècies d'animals exòtics van ser portats per avió des de Minsk al parc zoològic de Bakú: parelles de cocodrils del Nil, nasuas, xinxilles, cérvols, i linxs. Va ser a canvi d'un jove lleó, que va ser enviat des de Bakú a la capital de Belarús a finals de 2007.
El 2010 es van iniciar obres de construcció als territoris del zoològic i es va reconstruir totalment una nova estació de ferrocarril per a nens. El tema sobre el trasllat del zoològic es va posar de nou a l'agenda.

## Projecte d'un nou zoo
La superfície del zoològic ha augmentat significativament, però el manteniment dels animals està lluny de complir els estàndards mundials. Segons l'ordre de Ilham Alíev (el President de l'Azerbaidjan) un nou zoològic amb classes úniques i rares de flora i fauna es construirà al municipi de Ceyranbatan, raion d'Abşeron, a uns 10 km de Bakú. El president va assignar un fons de 2,85 milions de manats amb aquesta finalitat. Els mamífers rars i aus procedents de diferents continents, especialment d'Austràlia, estaran situats al territori del nou parc zoològic, la superfície de la qual consta de 230 hectàrees i complirà tots els estàndards internacionals. A mesura que es construeixi la nova instal·lació, els animals es traslladaran allà.
Un grup de treball, que inclou especialistes de diferents instituts de recerca i organitzacions sense ànims de lucre, va crear Ministeri d'Ecologia i Recursos Naturals i l'Acadèmia Nacional de Ciències de l'Azerbaidjan.

## El símbol del Parc zoològic de Bakú
El flamenc rosat (Phoenicopterus roseus), que va aparèixer per primera vegada a Bakú a principis de la dècada del 1990, és el símbol del zoo de Bakú. Els ocells van ser portats al zoo mig mort, ferits. Els treballadors del zoològic, dirigits pel veterinari principal Chingiz Sultanov, els van cuidar. Gràcies a la diligència i la cura del personal del zoològic, avui hi ha al voltant de 28 flamencs.

## Animals
Al 2010, hi havia 160 espècies d'animals, amb al voltant de 1200 animals al zoològic. Algunes d'aquestes espècies són:
| Flamenc rosat (Phoenicopterus roseus) | Cocodril del Nil (Crocodylus niloticus) | Os bru (Ursus arctos)          | Ren (Rangifer tarandus)        | Aligot comú (Buteo buteo)     | Voltor comú (Gyps fulvus)             |
| Linx nòrdic (Lynx lynx)               | Cabirol (Capreolus capreolus)           | Cérvol comú (Cervus elaphus)   | Lleó (Panthera leo)            | Tigre (Panthera tigris)       | Zebú (Bos indicus)                    |
| Camell bactrià (Camelus bactrianus)   | Voltor negre (Aegypius monachus)        | Bubalus (Bubalus bubalis)      | Lleopard (Panthera pardus)     | Jaguar (Panthera onca)        | Daina (Cervus dama)                   |
| Llop (Canis lupus)                    | Xinxilla (Chinchilla chinchilla)        | Estruç comú (Struthio camelus) | Emú (Dromaius novaehollandiae) | Trencalòs (Gypaetus barbatus) | Voltor egipci (Neophron percnopterus) |

## Galeria d'imatges

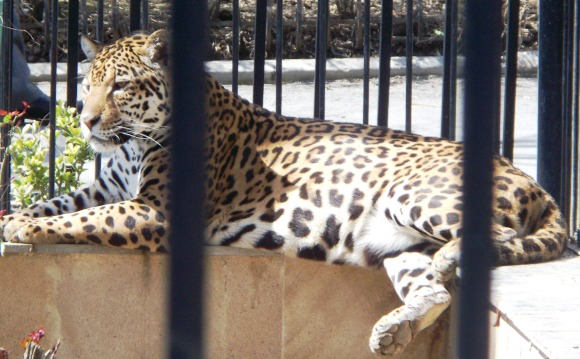
Jaguar (Panthera onca)
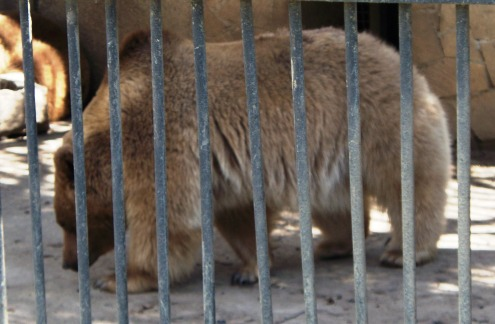
Os bru (Ursus arctos)
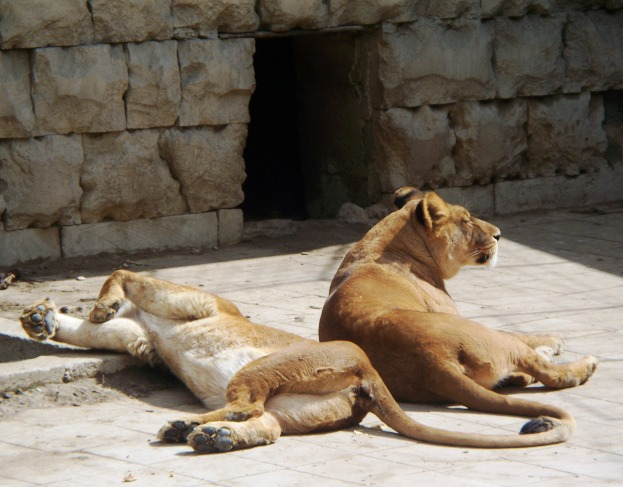
Lleó (Panthera leo)
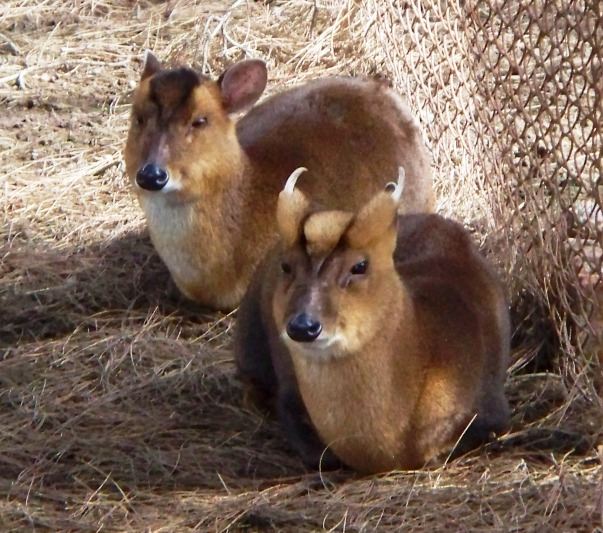
Muntjac (Muntiacus)
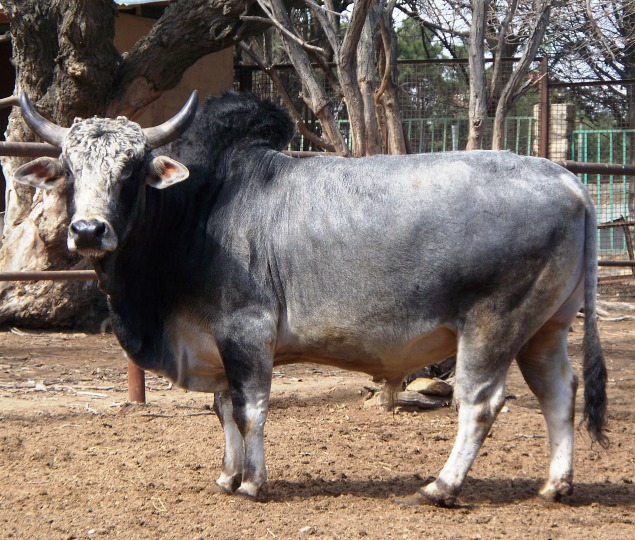
Zebú (Bos indicus)
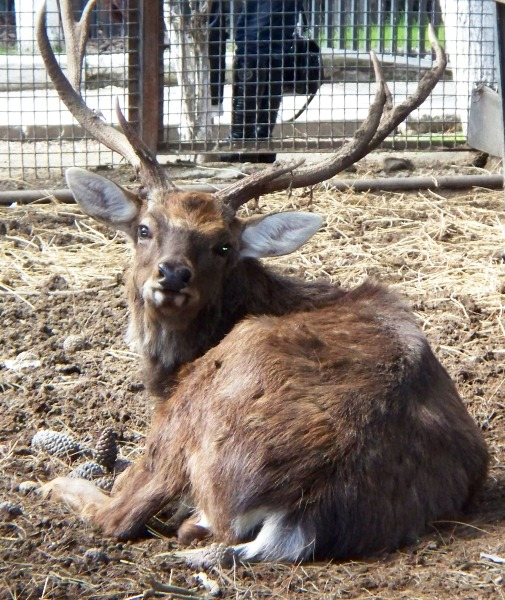
Cérvol comú (Cervus elaphus)
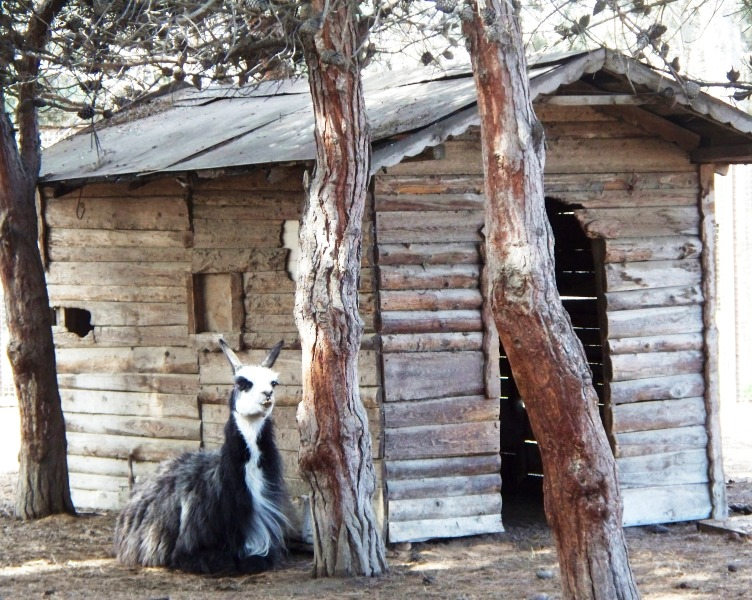
Llama (Lama glama)
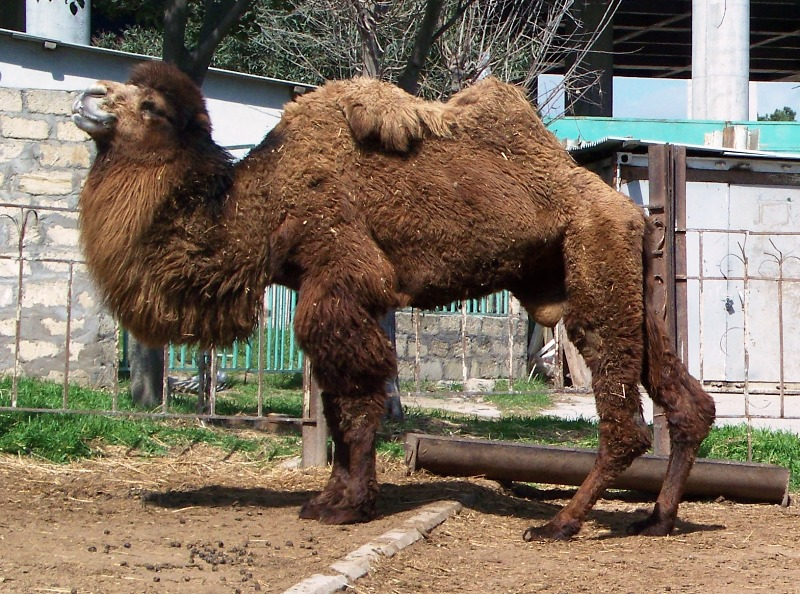
Camell bactrià (Camelus bactrianus)
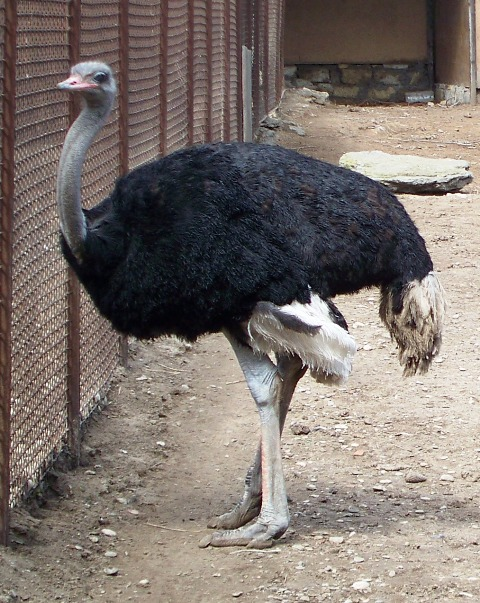
Estruç comú (Struthio camelus)
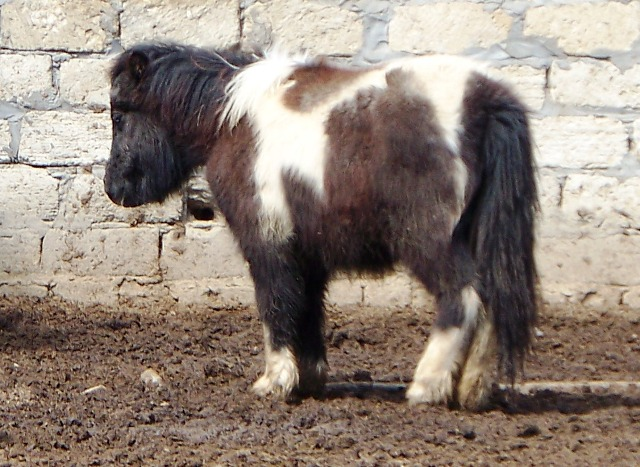
Poni de les Shetland
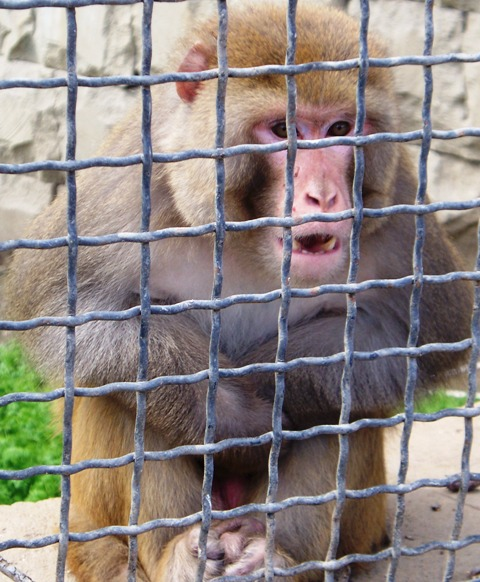
Macaco rhesus (Macaca mulatta)
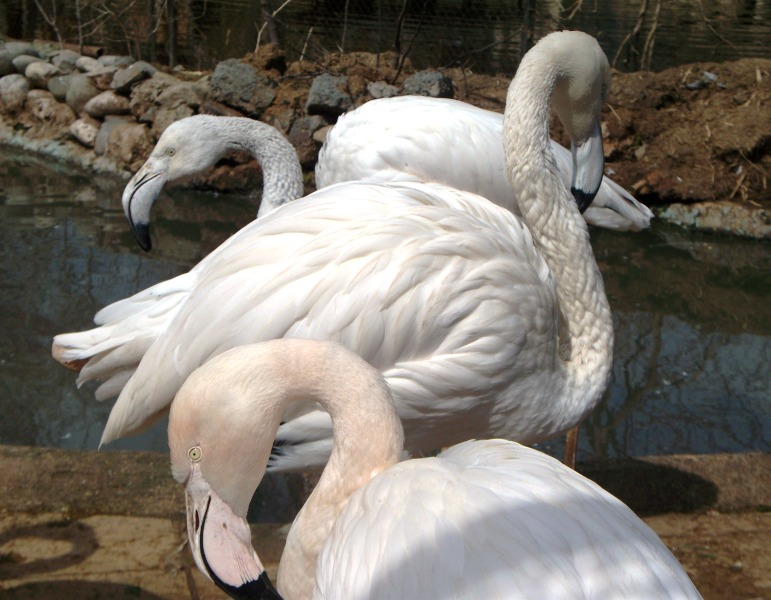
Flamenc rosat (Phoenicopterus roseus)
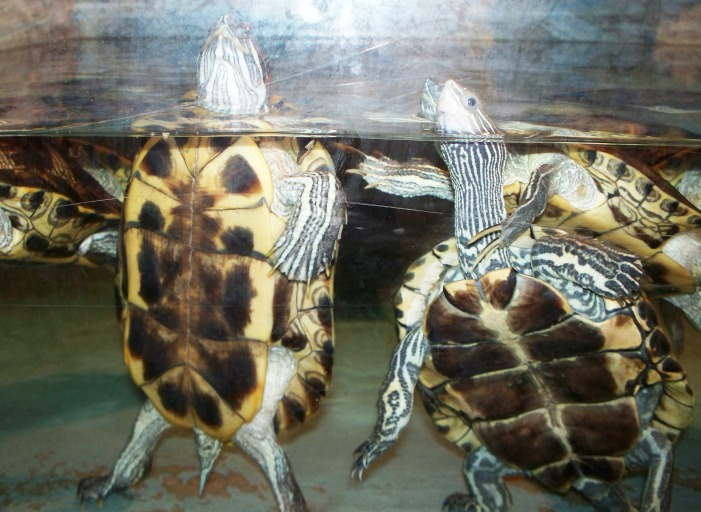
Tortugues (Testudines)